# قازب غرير
قازب غرير (الاسم العلمي: †Greererpeton) (من غرير، فيرجينيا الغربية) هو جنس منقرض من رباعيات الأطراف الجذعية من العصر الفحمي المبكر (أواخر مرحلة الفيسان) في أمريكا الشمالية. وصفه عالم الحفريات الفقاري الشهير ألفرد رومر لأول مرة في عام 1969. أعاد تيموثي سميثسون وصف الجمجمة في عام 1982، بينما أعاد ستيفن جودفري وصف بقايا الجمجمة في عام 1989.